# Pallestesia
La pallestesia, o sensazione vibratoria, è la capacità sensoriale di percepire una vibrazione. Questa sensazione, spesso condotta attraverso la pelle e le ossa, è solitamente generata da meccanocettori come i corpuscoli di Pacini, i recettori del disco di Merkel e i corpuscoli tattili. Tutti questi recettori stimolano un potenziale d'azione nei nervi afferenti (neuroni sensoriali) che si trovano in vari strati della pelle e del corpo. Il neurone afferente viaggia verso la colonna vertebrale e poi al cervello dove viene elaborata l'informazione. Danni al sistema nervoso periferico o al sistema nervoso centrale possono provocare un declino o una perdita della pallestesia.
Una diminuzione del senso di vibrazione è nota come palliestesia. Per determinare se un paziente ha una pallestesia ridotta o assente, i test possono essere condotti utilizzando un diapason a 128Hz posizionandolo sulla pelle sovrastante un osso. Le ossa sono buoni risonatori di vibrazioni.

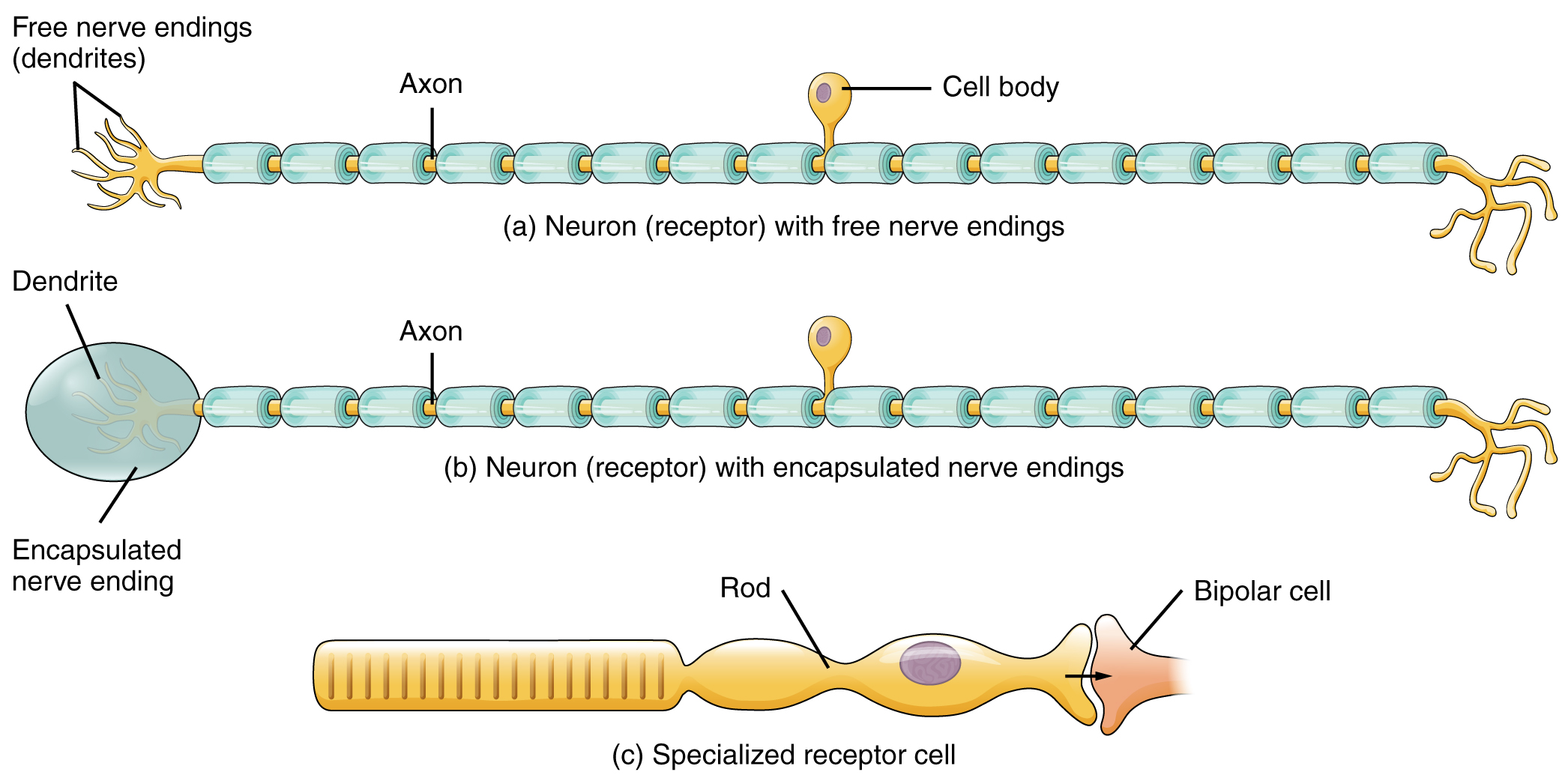
Il secondo neurone nella figura raffigura una terminazione nervosa incapsulata.

I corpuscoli di Pacini, i recettori del disco di Merkel e i corpuscoli tattili sono tutte terminazioni nervose incapsulate coinvolte nella stimolazione tattile. I corpuscoli di Pacini si trovano all'interno dello strato più profondo della pelle, sotto la pelle nei tessuti sottocutanei, all'interno dei muscoli, nel periostio e in altri strati più profondi del corpo. I recettori del disco di Merkel si trovano nell'epidermide superficiale e nei follicoli piliferi, mentre i corpuscoli tattili sono fortemente concentrati nella punta delle dita. I recettori del disco di Merkel e i corpuscoli tattili rispondono meglio alle basse frequenze quando producono un potenziale d'azione.

## Percorso dello stimolo

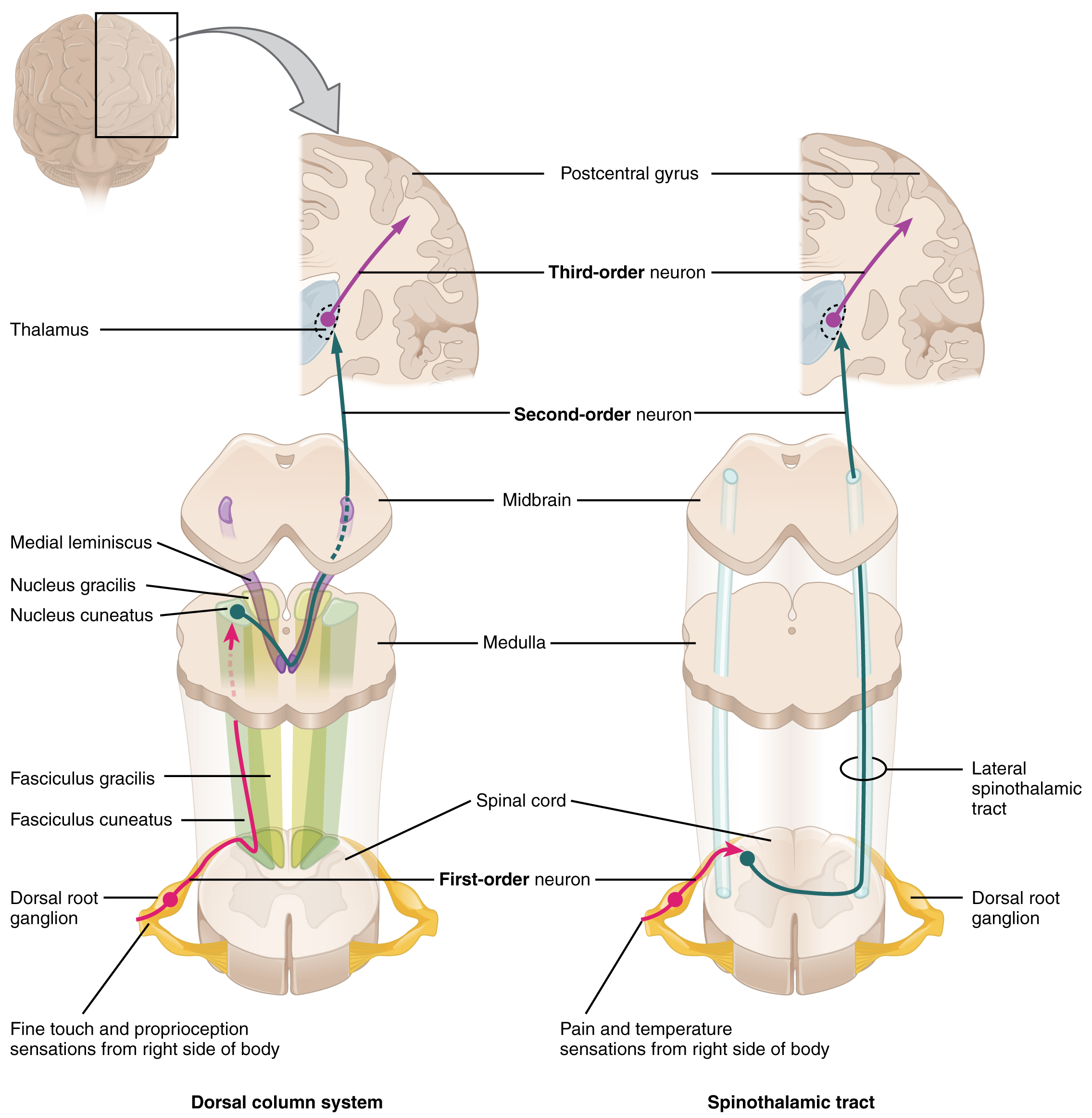
L'immagine a sinistra mostra il percorso della colonna dorsale per la percezione delle vibrazioni.

Il percorso di conduzione sensoriale che consente il riconoscimento cognitivo della vibrazione avviene attraverso i neuroni afferenti, noti anche come neuroni sensoriali. Lo stimolo esterno è una vibrazione che attiva una delle tre terminazioni nervose incapsulate in base a dove si avverte la sensazione. L'intensità della vibrazione deve far sì che i neuroni raggiungano o superino una soglia affinché un potenziale d'azione possa essere propagato. Da qui, il segnale viaggia attraverso lacolonna dorsale-lemnisco mediale.
Il percorso è composto dalla colonna dorsale all'interno del midollo spinale e dal lemnisco mediale nel tronco cerebrale. Collettivamente, le fibre sensoriali ascendenti sono chiamate colonna dorsale perché le fibre ascendenti si raccolgono nel funicolo dorsale nel midollo spinale. Il funicolo dorsale si trova tra il corno dorsale e la linea mediale nel midollo spinale.
Ci sono tre tipi di neuroni nel percorso: neuroni di primo, secondo e terzo ordine. Il neurone di primo ordine è il neurone afferente. Entra nel midollo spinale attraverso i gangli della radice dorsale e si ramifica nel midollo spinale. Alcuni neuroni terminano nel midollo spinale, dove contribuiscono a una risposta riflessa. Altri neuroni continuano omolateralmente, stesso lato, al midollo allungato . Se i neuroni provengono dagli arti inferiori, vengono trasportati dal fasciculus gracilis nel midollo. Se i neuroni provengono dagli arti superiori; sono portati dal fasciculus cuneatus . Nel midollo, in corrispondenza della colonna dorsale, i nuclei del neurone di primo ordine fanno sinapsi con il neurone di secondo ordine, che poi decussa (attraversa l'altro lato del sistema nervoso centrale) nel lemnisco mediale. Il neurone di secondo ordine trasporta quindi le informazioni al nucleo ventrale posterolaterale del talamo e quindi alla corteccia somatosensoriale nel lobo parietale. Immediatamente, il lobo parietale posteriore sintetizza le informazioni in uno schema riconoscibile. Le informazioni codificate vengono quindi inviate alla corteccia prefrontale per elaborare una risposta motoria alla stimolazione. Le informazioni motorie vengono inviate attraverso neuroni efferenti.

## Test clinici
I test clinici di routine includono test vibratori quantitativi e il test del diapason Rydel-Seiffer. La frequenza tipica utilizzata per il diapason è 128Hz . Alcune aree comuni per i test nelle ossa sono i metatarsi, la tibia, i malleoli, la cresta iliaca anteriore superiore, le vertebre del midollo spinale, lo sterno, la clavicola e i processi stiloidi del radio e dell'ulna . Questi punti sono particolarmente buoni per i test perché sono vicini alla superficie della pelle, con solo una piccola quantità di muscoli sopra di loro. Per testare la percezione attraverso la pelle, vengono posizionati dei piccoli cuscinetti sulla punta delle dita e viene utilizzato un pallometro. Per un osso, il test viene condotto posizionando un diapason su una prominenza ossea e percuotendo la forcella. La quantità di forza utilizzata per colpire la forcella determina l'intensità e la durata della vibrazione erogata. Gli arti inferiori hanno una soglia più alta rispetto agli arti superiori, quindi è necessario uno stimolo più forte.
Per la precisione, è necessario testare i siti omologhi sia sul lato sinistro che su quello destro del corpo. La persona può perdere una certa percezione della pallestesia quando cambia lato, probabilmente a causa dell'adattamento sensoriale, poiché i recettori richiedono una soglia più ampia per produrre un potenziale d'azione a causa della precedente stimolazione. Se una persona riferisce una percezione asimmetrica, ciò può indicare un problema neurologico, come una mancanza di percezione quando il diapason viene applicato a un'area normale dopo essere stato applicato all'area anormale sul lato opposto. Il test delle vibrazioni viene spesso utilizzato per distinguere diversi disturbi neurologici e per comprendere percorsi e funzioni neurologici. È spesso condotto nelle persone anziane perché l'avanzare dell'età porta a un calo della sensazione vibratoria. Le persone anziane possono avere una perdita completa della sensazione vibratoria nelle dita dei piedi; per stabilire se la causa è l'età o un disturbo neurologico, può essere utile fare un confronto con un'altra persona della stessa età.

## Disturbi
Un vantaggio del test della pallestesia è che può essere utilizzato per identificare i disturbi all'interno dei percorsi neurali. Poiché ci sono poche aree nel percorso neurale in cui la sensazione e la percezione delle vibrazioni possono essere disturbate, questo test consente ai medici di diagnosticare con maggiore precisione la salute dei loro pazienti. Può aiutare a identificare gli effetti di altre malattie sul sistema nervoso, come il diabete mellito.

### Disturbi neurologici

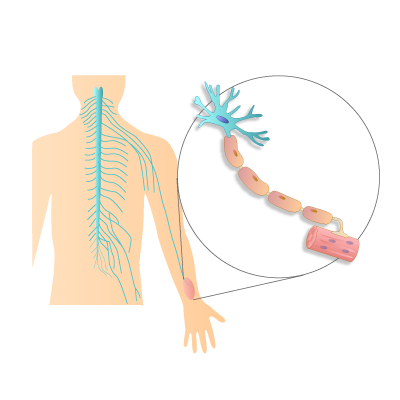
Il sistema nervoso periferico con rappresentazione ingrandita di un neurone afferente.

#### Sistema nervoso periferico
Il sistema nervoso periferico è composto da neuroni afferenti ed efferenti; il disturbo di questi neuroni è chiamato neuropatia periferica. L'esame delle vibrazioni può rilevare e localizzare i disturbi del sistema nervoso periferico. Una graduale perdita di sensibilità dalle dita dei piedi alle ginocchia è coerente con un problema del nervo periferico, mentre una compromissione della percezione delle vibrazioni da tutte le estremità è un segno di un disturbo della colonna posteriore. Le alterazioni classificate del sistema nervoso periferico e della colonna posteriore sono indicatori di demielinizzazione dei neuroni afferenti per una varietà di cause.

##### Mielopatia
La mielopatia è una malattia all'interno del midollo spinale. La compressione sul midollo spinale da parte di proiezioni ossee o un disco spostato nel rachide cervicale sono le cause più comuni di mielopatia. Anche l'infiammazione, la malattia e i disturbi neurodegenerativi, nutrizionali e vascolari possono contribuire alla mielopatia. Il test vibratorio quantitativo può essere utilizzato per valutare un paziente con mielopatia quando l'esaminatore rileva una perdita uniforme di vibrazioni al di sotto di un certo livello spinale. Ad esempio, se l'esame è normale dalla cresta iliaca alle ginocchia ma è assente la pallestesia dalle ginocchia alle dita dei piedi, ciò sarebbe compatibile con la mielopatia.

#### Sistema nervoso centrale

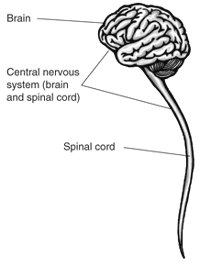
Il sistema nervoso centrale

Il sistema nervoso centrale è composto dal midollo spinale e dal cervello. Molti studi neurologici sono condotti su pazienti con lesioni. Gli scienziati possono conoscere le funzioni delle diverse aree del cervello osservando i danni a tali aree. Pertanto, sono stati condotti studi su pazienti con lesioni per pallestesia. Una malattia comune al sistema nervoso centrale è la sclerosi multipla. In questa malattia, il sistema immunitario attacca la guaina mielinica che circonda i neuroni. Il deterioramento della guaina mielinica riduce drasticamente la velocità di conduzione dei neuroni, influenzando così la sensazione e il controllo motorio del corpo. Questi pazienti mostrano la più grande riduzione della pallestesia. Non riescono a percepire la vibrazione a 12Hz; tuttavia, gli studi hanno dimostrato che 256Hz può essere percepito nei giovani pazienti con sclerosi multipla.

### Neuropatia diabetica
Il diabete mellito è una malattia in cui il corpo non può abbattere il glucosio perché non viene prodotta insulina o perché il corpo non produce abbastanza insulina. Questo fa sì che il glucosio si accumuli nel sangue. Alte concentrazioni di glucosio nel sangue possono danneggiare le fibre nervose, con conseguente neuropatia diabetica. Nella maggior parte dei casi, il danno ai nervi si verifica nei neuroni afferenti del piede e degli arti inferiori. Il danno ai nervi può essere valutato con la pallestesia. Se non è possibile percepire la vibrazione applicata dal diapason, si è verificato un danno ai nervi. Un medico valuta quindi il danno e pone il paziente in trattamento, che nei casi più gravi può includere l'amputazione di un piede o di un arto.

## Ricerca
Dai primi anni '50 fino agli anni '70, la pallestesia è stata utilizzata come metodo di ricerca per molti disturbi del sistema sensoriale. Gli scienziati speravano di trovare una nuova terapia per ricostruire gli output neuronali. Hanno capito che il danno al sistema nervoso centrale non poteva essere riparato; tuttavia, speravano di ricablare il sistema nervoso periferico per restituire ai pazienti parte della sensibilità. Uno studio ha esaminato gli effetti della pallestesia sui pazienti con ictus. Hanno teorizzato che la stimolazione sinusoidale può essere una terapia efficace; tuttavia, i risultati sono stati inconcludenti. È raro che la ricerca utilizzi attualmente la pallestesia perché sono stati sviluppati metodi migliori per testare il sistema sensoriale.